# Knik River
Pour les articles homonymes, voir Knik.
Knik River est une localité d'Alaska aux États-Unis dans le Borough de Matanuska-Susitna. Elle fait partie de la zone statistique métropolitaine d'Anchorage et avait une population de 582 habitants en 2000.

## Situation - climat
Elle se situe au début du Knik Arm sur le golfe de Cook à 27 km d'Anchorage et s'est développée le long de la rive sud de la rivière Knik le long de la  Old Glenn Highway.
Les températures moyennes de janvier vont de -37 à 1 °C et de 22 à 29 °C en juillet.

## Histoire
Les Dena'inas, de langue athapascane ont été les premiers habitants de la région. Ils se sont déplacés depuis Eklutna en remontant la rivière Knik jusqu'à la rivière Copper. La route de Palmer, appelée actuellement la Old Glenn Highway a été construite en 1942. Elle héberge un relai de radio-télévision.
La plupart des habitants travaillent à Palmer, Anchorage ou Wasilla ou pratiquent des activités commerciales et de service localement.